# Sherpa (édition)
 (mai 2025).
Pour les articles homonymes, voir Sherpas et Sherpa (homonymie).
Sherpa est un éditeur néerlandais de bandes dessinées fondé en 1985 par Mat Schifferstein et Peter Kuijpers.

## Histoire
Sherpa a d'abord publié principalement des livres destinés à un public adulte, des dessins animés littéraires, de l'underground, des autobiographies, des albums illustrés et des cartoons. Dans une phase ultérieure, l'éditeur s'est également concentré sur les collections à couverture rigide de nombreuses bandes dessinées classiques des années 1970 et 1980 en France (Blueberry, Roodbeard).

## Séries BD (sélection)
Par ordre alphabétique : 
- Alack Sinner
- Arman & Ilva
- Bernard Prince
- Blueberry
- Comanche
- Jonathan Cartland
- Luc Orient
- Maurits Cornelis van Esk, gevangen in dromen (Julius Corentin Acquefacques)
- Ravian en Laureline (Valérian et Laureline)
- Roodbaard (Barbe-Rouge)
- Student Tijloos

## Auteurs (sélection)
Par ordre alphabétique : 
- Andreas (Capricornus)
- Baudoin
- Yves Chaland
- Matthias Giesen
- Lo Hartog van Banda (Arman & Ilva)
- Hermann (Bernard Prince, Comanche)
- Hubinon (Roodbaard)
- Dirk-Jan Hoek
- Yuri Landman
- Marc-Antoine Mathieu (Maurits Cornelis van Esk)
- Lorenzo Mattotti
- Frenk Meeuwsen
- Moebius
- Pinelli
- Marcel Ruijters
- José Munoz et Carlos Sampayo
- Thé Tjong-Khing (Arman en Ilva)
- Jean-Louis Tripp
- Peter de Wit (Stampede!)